# Cebreiro
Le cebreiro, queso cebreiro en espagnol, ou queixo do Cebreiro en galicien, est un fromage espagnol originaire de la province de Lugo en Galice. Il s'agit d'un fromage au lait de vache pasteurisé qui peut être frais ou sec. Il est protégé par une appellation d'origine protégée depuis 2008.

## Description
Le cebreiro a une forme caractéristique de champignon, composée d'une base cylindrique d'une hauteur de 12 cm à 15 cm surmontée d'un chapeau de quelque centimètres de hauteur et ayant un diamètre de 1 cm à 5 cm de plus que la base. Le poids d'un fromage est au minimum 300 g et peut dépasser 2 kg pour les plus gros.
Le cebreiro peut être vendu frais ou sec. Les fromages frais n'ont pas de croûte et ont une pâte molle et blanche voire jaunâtre qui peut parfois être un peu friable. Les fromages secs ont eux une croûte jaune avec parfois des moisissures. La pâte est ivoire ou jaune, de texture variant de crémeuse à dure suivant l'affinage. Les fromages les plus affinés peuvent avoir un goût piquant.
Le cebreiro a une teneur en matière grasse entre 45% et 60% sur extrait sec, et l'extrait sec représente au minimum 50% du poids du fromage.

## Fabrication
Le cebreiro est fabriqué à partir de lait de vaches de races blonde de Galice, frisonne, brune des Alpes ou de leurs croisements et dont les élevages sont situées dans  13 communes de la province de Lugo, en Galice : Baleira, Baralla, Becerreá, Castroverde, Cervantes, Folgoso do Courel, A Fonsagrada, Láncara, Navia de Suarna, As Nogais, Pedrafita do Cebreiro, Samos et Triacastela. Le lait est pasteurisé avant d'être caillé grâce à de la présure animale, puis découpé et égoutté. Le fromage est ensuite pétri avant d'être salé, moulé et pressé. Si le fromage est vendu sec, il est alors affiné au minimum 45 jours.

## Histoire
Des sources historiques relatent l'envoi de fromage provenant de Cebreiro à la maison royale portugaise sous Charles III. D'autres documents des XVI et XVIIe siècles évoquent une production de fromage dans la région. Ce fromage est protégé par une appellation d'origine protégée à l'échelle européenne en 2008.